# Cucut esquirol menut
El cucut esquirol menut (Coccycua minuta) és una espècie d'ocell de la família dels cucúlids (Cuculidae) que habita sotabosc i matolls de la zona Neotropical, des de l'est de Panamà, Colòmbia, Veneçuela, Trinitat i Guaiana, cap al sud, fins a l'est de l'Equador, del Perú, nord de Bolívia i Amazònia del Brasil.